# Liubov Sharmai
Liubov Sharmai  (nacida el 15 de abril de 1956 en Járkov, Unión Soviética) es una exjugadora de baloncesto ucraniana. Consiguió 3 medallas en competiciones oficiales con la URSS.